# Indywidualne Mistrzostwa Polski na Żużlu 1974
Indywidualne Mistrzostwa Polski na Żużlu 1974 – zawody żużlowe, mające na celu wyłonienie medalistów indywidualnych mistrzostw Polski w sezonie 1974. Rozegrano cztery turnieje ćwierćfinałowe, dwa półfinały oraz finał, w którym zwyciężył Zenon Plech.

## Finał
- Gorzów Wielkopolski, 29 września 1974
- Sędzia: ?

| Msc. | Zawodnik           | Klub           | Pkt   |             |  |
| ---- | ------------------ | -------------- | ----- | ----------- |  |
| 1    | Zenon Plech        | Gorzów Wlkp.   | 15    | (3,3,3,3,3) |  |
| 2    | Edward Jancarz     | Gorzów Wlkp.   | 13 +3 | (1,3,3,3,3) |  |
| 3    | Piotr Bruzda       | Wrocław        | 13 +2 | (2,3,3,3,2) |  |
| 4    | Zbigniew Filipiak  | Zielona Góra   | 11    | (2,1,2,3,3) |  |
| 5    | Zygfryd Kostka     | Wrocław        | 10    | (3,3,2,0,2) |  |
| 6    | Zenon Urbaniec     | Częstochowa    | 10    | (3,2,1,2,2) |  |
| 7    | Piotr Pyszny       | Rybnik         | 8     | (d,2,2,1,3) |  |
| 8    | Jacek Goerlitz     | Świętochłowice | 7     | (1,1,3,2,0) |  |
| 9    | Andrzej Tkocz      | Rybnik         | 7     | (1,2,2,1,1) |  |
| 10   | Paweł Waloszek     | Świętochłowice | 7     | (2,1,1,2,1) |  |
| 11   | Henryk Glücklich   | Bydgoszcz      | 6     | (3,2,0,0,1) |  |
| 12   | Józef Jarmuła      | Częstochowa    | 5     | (0,1,0,2,2) |  |
| 13   | Leszek Marsz       | Gdańsk         | 4     | (1,0,1,1,1) |  |
| 14   | Andrzej Wyglenda   | Rybnik         | 2     | (2,0,0,d,0) |  |
| 15   | Jan Ząbik          | Toruń          | 2     | (0,0,1,1,0) |  |
| 16   | Jan Chudzikowski   | Wrocław        | 0     | (u,0,d,0,d) |  |
|      | rez. Marek Cieślak | Częstochowa    | ns    |             |  |
|      | rez. Jan Mucha     | Świętochłowice | ns    |             |  |